# Amanda Longan
Amanda Longan (Moorpark, Estados Unidos, 16 de enero de 1997) es una waterpolista olímpica de Estados Unidos campeona olímpica en Tokio 2020 y doble campeona mundial (2017 y 2019).

## Palmarés internacional
| Juegos Olímpicos               | Juegos Olímpicos         | Juegos Olímpicos | Juegos Olímpicos |
| Año                            | Lugar                    | Medalla          |                  |
| ------------------------------ | ------------------------ | ---------------- | ---------------- |
| 2021                           | Tokio ( Japón)           | Medalla de oro   |                  |
| Campeonato Mundial de Natación |                          |                  |                  |
| 2019                           | Gwangju ( Corea del Sur) | Medalla de oro   |                  |
| 2017                           | Budapest ( Hungría)      | Medalla de oro   |                  |